# اپلسید
اپلسید (به ژاپنی: アップルシ－ド Appurushīdo؛ به انگلیسی: Appleseed) نام یک فیلم سینمایی پویانمایی در ژانر پسا-آخرالزمانی علمی تخیلی محصول سال ۲۰۰۴، به کارگردانی شینجی آراماکی است. فیلم‌نامه این فیلم توسط هاروکا هاندا و سوتومو کامیشیرو بر اساس مجموعه مانگا اپل‌سید اثر ماسامونه شیرو به رشته تحریر درآمده است. از صداپیشگان آن می‌توان به آیی کوبایاشی، جوروتا کوسوگی، مامی کویاما، یوکی ماتسواوکا و توشی‌یوکی موریکاوا اشاره کرد. دانه سیب در تاریخ ۱۸ آوریل ۲۰۰۴، در کشور ژاپن به نمایش درآمد.

## داستان
داستان انیمیشن نخست راجع به تلاش جامعه بشری برای دستیابی به آرمان‌شهر بواسطه دستکاری ژنوم انسان و حذف ژن خشونت، و در نهایت طرح موجودی بشرگونه جدید بنام بیوروید (Bio-roid) می‌باشد.
قسمت دوم این انیمیشن راجع به تلاش برای متحدسازی کشورهای جهان و یک پارچگی است که اتفاقات عجیبی می‌افتد یکی از این اتفاقات بر می‌گردد به سایبورگ، نوعی ربات و انسان که با امواج خاصی که توسط پرندگان روباتی منتقل می‌شود و باعث می‌شود تا سایبورگ‌ها غیرقابل کنترل بشوند، و انسان‌ها و بیورویدها هم با یک دستگاه ارتباطی کوچک کنترل می‌شوند و انسان‌ها هم مثل سایبورگ‌ها غیرقابل کنترل می‌شوند. که در اینجاست که تیم سوات وارد عمل می‌شوند تا صدمه ایی به ساختمان کنفرانس سران کشورها وارد نشود.
در بخش سوم (دانه سیب: آلفا) دونان و برایرئوس به مزدورانی تبدیل شده‌اند که برای سایبورگی به نام دو شاخ کار می‌کنند و ربات‌های باقی مانده از جنگ‌های قبلی را نابود کرده و به او واگذار می‌کنند. ولی در یکی از عملیات‌ها جان دو نفر را که مأموریتی محرمانه دارند نجات می‌دهند و با آن‌ها همراه می‌شوند تا از این دو در برابر دو شاخ و عده ای که می‌خواهند از هدف مأموریت آن‌ها برای منافع خود استفاده کنند، محافظت کنند و در طول راه مجبور به درگیری با عده زیادی می‌شوند و…